# トラック・アンド・バス・カンパニー
トラック・アンド・バス・カンパニー（英語: Trucks and Bus Company, TBCo, T&BC、アラビア語: شاحنات وشركة الحافلات）は、リビアの貨物自動車とバスの製造開発を行う国有企業。
イタリアのトラックメーカーであるイヴェコとリビア政府機関であるリビア産業鉱物資源局（Libyan Secretariat of Industry and Mineral Resources）との合弁事業として1976年に設立された。本社をタジュラに置き、トリポリに工場を構える。設立当初イヴェコのメンテナンス施設として稼働しており、その後、組立や製造工場に変わり、製造されたコンポーネントはアルジェリア、エジプト、スペイン、チュニジア、ポルトガルの組立工場に輸出するイヴェコ主要サプライヤーまでになっている。
ジャスミン革命に端を発した一連の民主化運動であるアラブの春の流れを受け、2011年に起きたカダフィの失脚、その後の反政府デモからリビア内戦に拡大した影響により工場は閉鎖。暫定政府樹立後、申し立てが行われた汚職調査の終了後の2012年に工場の再稼働が行われている。
2019年3月、TBCoは過去に他社で130台の公共用バスを中国から輸入した経緯から、公共交通バスの輸入に反対しており、現地生産できる能力があり、自国産を保護する法律に違反しているとして政府に対し不服の申し立てを行っている。
リビアの民間製造業は多様性と競争力の欠如から窮境しており、これは政権崩壊の影響だけでなく、カダフィ政権から続くリビアの構造的な問題に機縁している。

## 製品
- Iveco 145.17
- Iveco 190 Turbo
- T&BC City Bus 160
- T&BC Inter City Bus 160
- T&BC Midi Bus 59/12
- T&BC Mini Bus 40/12
- T&BC Pick Up 52-12
- T&BC Range Pick Up 35-12

## 画像

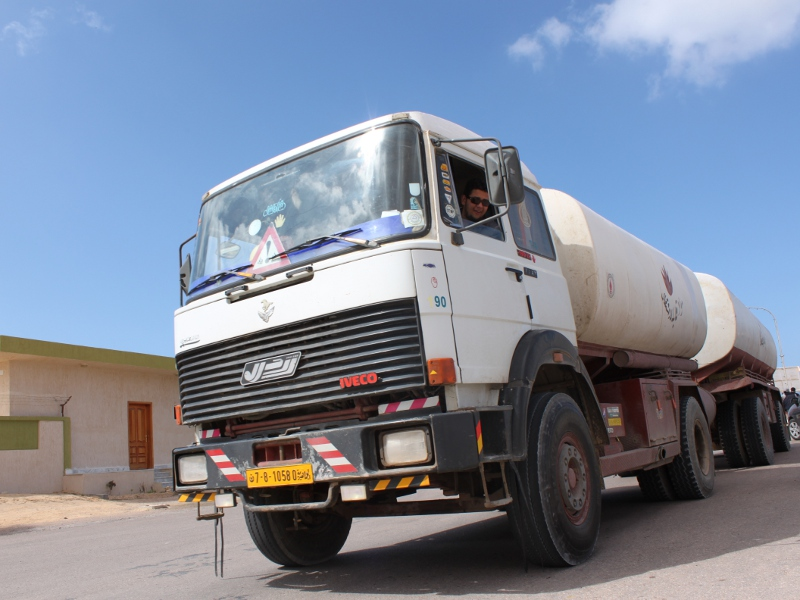
アジュダービヤーで稼働するIveco T-series（190ターボ）
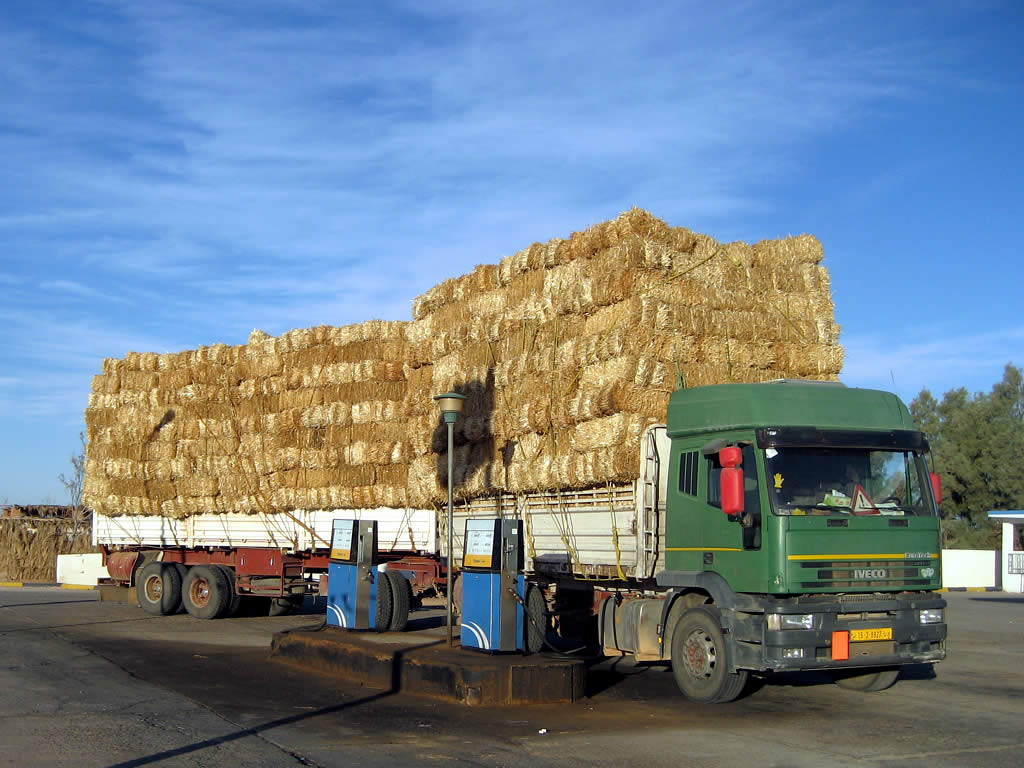
イヴェコ大型トラック